# 佩特里齐
佩特里齐（義大利語：Petrizzi），是意大利卡坦扎罗省的一个市镇。总面积21平方公里，人口1169人，人口密度55.7人/平方公里（2009年）。ISTAT代码为079094。